# فريساغرانديناريا
فريساغرانديناريا (بالإيطالية: Fresagrandinaria)‏ هي بلدية في مقاطعة كييتي في إقليم أبروتسو الإيطالي.

## السكان
في سنة 1861 بلغ عدد السكان 1٬394 نسمة، وتطور العدد ليصل في سنة 2011 لـ 1٬056 نسمة.
يظهر هذا المخطط البياني تطور النمو السكاني لـ فريساغرانديناريا

## توأمة
لفريساغرانديناريا اتفاقيات توأمة مع كل من:
- بوتلينغن
- سان ميشيل سور أورج
- زنفتنبيرغ
- فيسبرم
- Žamberk [الإنجليزية]‏